# Villacid de Campos
Villacid de Campos – gmina w Hiszpanii, w prowincji Valladolid, w Kastylii i León, o powierzchni 24,08 km². W 2011 roku gmina liczyła 91 mieszkańców.